# História da jardinagem

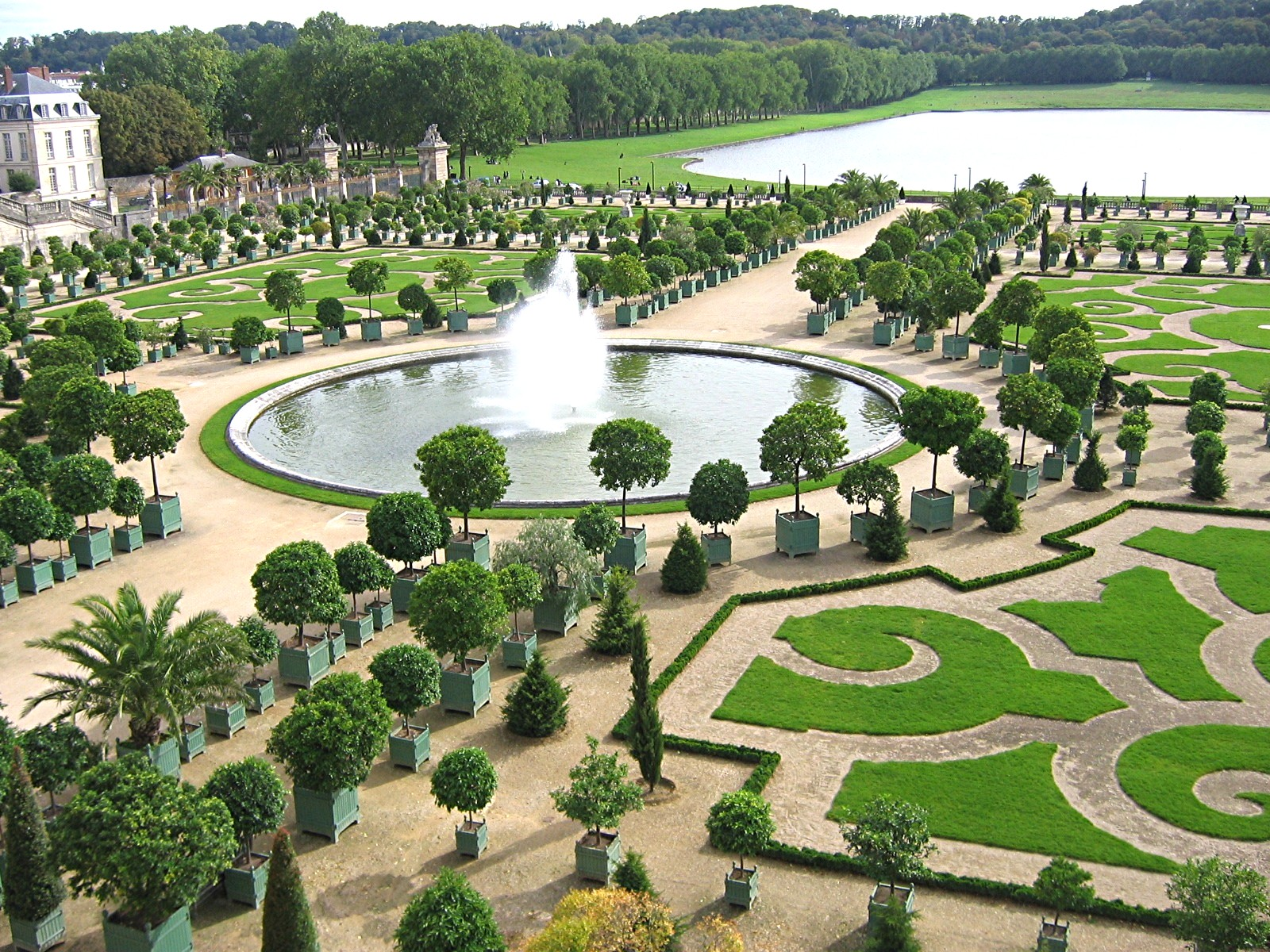
Orangerie do Palácio de Versalhes.

A jardinagem é a arte e a prática de cultivar jardins ornamentais. A história da jardinagem remonta ao Antigo Egipto e aos famosos Jardins suspensos da Babilónia, tendo tido lugar proeminente em todas as grandes civilizações ao longo da história, tanto no mundo ocidental como no extremo-oriente. O século XX introduziu a jardinagem na planificação urbanística das cidades.

## Antigo Egipto e Babilónia
Embora exista evidência do cultivo de plantas para fins alimentares desde há vários milénios, as primeiras referências conhecidas a jardins ornamentais encontram-se na decoração das monumentos funerários do Egipto, datados de 1500 AC, onde se podem observar tanques com flores de lótus rodeadas por fileiras de acácias e palmeiras.
A Pérsia possui também a sua própria tradição de jardinagem: pensa-se que Dario I possuía um "jardim paradisíaco", e os Jardins suspensos da Babilónia, que Nabucodonosor II mandou construir, eram considerados uma das sete maravilhas do mundo.

## Antiguidade Clássica
A jardinagem alargou-se à Grécia pós-alexandrina, onde por volta do ano 350 d. C. existiam jardins na Academia de Atenas, embora o conceito de jardim grego fosse mais religioso que de lazer, com largas alamedas plantadas de árvores onde se intercalavam estátuas. Pensa-se que Teofrasto, que escreveu sobre botânica, recebeu como herança o jardim de Aristóteles. Também Epicuro tinha um jardim, por onde passeava e ensinava os seus discípulos, e que legou a Hermarcus de Mitileno. Alcifrón menciona também jardins privados.
Os jardins antigos mais destacados do mundo ocidental foram os de Ptolomeu, em Alexandria. O gosto pela prática da jardinagem chegou a Roma pelas mãos de Lúculo. Os frescos de Pompeia atestam o seu posterior e elaborado desenvolvimento pelos romanos, sendo que entre as classes mais abastadas a construção de jardins com fontes, pérgolas, sebes e canteiros tornou-se comum, podendo-se ainda visitar as ruínas de muitos, como na Villa Adriana e em Conímbriga.

## Os jardins árabes
Após o século IV, o Império Bizantino e os árabes em Espanha mantiveram viva a prática da jardinagem. O conceito islâmico de jardim á a representação terrena do paraíso que o Corão promete aos seus fiés: o eixo central dos jardins árabes inclui fontes e canais por onde flui a água, flanqueadas por árvores de fruta. Os jardins de Alhambra e o do Generalife, ambos em Granada, bem como o Pátio dos Naranjos, na Mesquita de Córdova são dois exemplos deste tipo de jardins.

## Os jardins orientais
Por esta época tinha também surgido já na China a arte da jardinagem, mas com uma concepção bastante diferente: a visão de um lugar de isolamento e contemplação dos elementos naturais, da terra e da água eram princípios fundamentais do taoísmo. No Japão desenvolveu-se um estilo próprio, com a criação de paisagens minimalistas denominadas taukiyama e, paralelamente, os austeros jardins Zen nos templos, os hiraniwa, embora ambos tenham incorporado elementos dos jardins chineses.

## Os jardins formais italianos e franceses
No século XIII, a jardinagem renasceu na Europa no Languedoc e na Ilha de França. Com o Renascimento surgiram os jardins de estilo italiano onde, em detrimento das flores, se utilizavam espécies de arbustos como o buxo e a murta, que se esculpiam em variadas formas.
Em la França, em finais do século XVI desenvolveram-se os parterres franceses, que alcançaram o seu expoente máximo com André Le Nôtre. Este arquitecto, partindo do estilo italiano, impôs uma concepção de jardim onde convivem os espaços abertos com parterres estilizados de pronunciadas formas geométricas. As residências reais francesas de Saint-Cloud, Marly e Versalhes são excelentes exemplos deste estilo,
Em Espanha os Jardins de Aranjuez e de La Granja de San Ildefonso são o expoente espanhol desta época, em que a tradição mediterrânica herdada dos árabes se conjuga com uma maior sobriedade imposta pelos reis espanhóis, com espaços mais intímos, pátios e sebes, para obter uma melhor adaptação ao clima seco e quente da Meseta castelhana,

## O romantismo inglês
Os jardins paisagistas ingleses surgiram com uma nova perspectiva para a jardinagem no século XVIII, em antecipação ao Romantismo com um regresso às formas naturais, onde se misturavam em aparente anarquia pequenos bosques com canteiros floridos e grutas artificiais, criando jogos de luz e sombra que lhes davam um carácter melancólico e fantástico. O agitado século XIX trouxe uma plétora de revivalismo histórico em conjunto com a jardinagem romântica de estilo campestre, a mosaicultura, que consistia em criar desenhos variados com flores e plantas e o modernismo espanhol, representado apenas na Catalunha por Antoni Gaudí.

## Jardineiros famosos

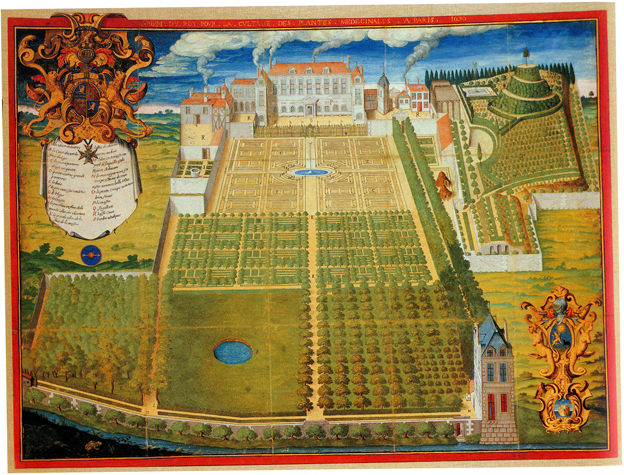
Jardin du roi.

As seguintes pessoas (por ordem cronológica aproximada) contribuíram para a história dos jardins como exploradores botânicos, desenhadores, jardineiros ou escritores.
| - Teofrasto - Lúcio Licínio Lúculo - Tiberio - Plínio - Pacello da Mercogliano - John Tradescant - Carolus Clusius - André Le Nôtre - William Kent - Capability Brown - A. J. Downing | - Frederick Law Olmsted - Gertrude Jekyll - Roberto Burle Marx - Vita Sackville-West - Russell Page - Luis Barragán - Antoni Gaudí |  |

## Jardins históricos famosos
| - Alhambra - Bomarzo - Buçaco - Central Park - Château de Fontainebleau - Château de Marly - Château de Villandry - Château de Vaux-le-Vicomte - Chatsworth House - Dumbarton Oaks | - El Retiro (Madrid) - Ermenonville - Fountains Abbey - Giverny - Het Loo - Hidcote Manor - Jardins suspensos da Babilónia - La Granja de San Ildefonso (Segóvia) - Serre de la Madone - Sissinghurst | - Stourhead - Stowe House - Villa Adriana - Villa d'Este - Versalhes |